# Zehntscheune (Foulden)

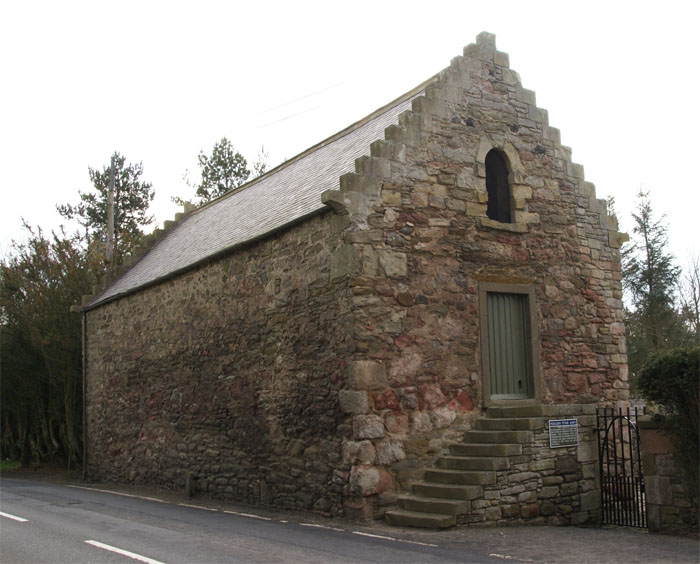
Zehntscheune von Foulden

Die Zehntscheune von Foulden ist eine Zehntscheune in der schottischen Ortschaft Foulden in der Council Area Scottish Borders. 1971 wurde das Bauwerk in die schottischen Denkmallisten in der höchsten Denkmalkategorie A aufgenommen. Diese Einstufung wurde jedoch 2018 aufgehoben. Weiterhin ist die Scheune als Scheduled Monument klassifiziert.

## Geschichte
Der ursprüngliche Bauzeitraum der Scheune kann heute nur schwer eingegrenzt werden. Grund sind im Wesentlichen substantielle Umbauten im 18. und 19. Jahrhundert. Ein vermutlich im Laufe des 19. Jahrhunderts hinzugefügter Kamin ist heute nicht mehr erhalten. Lediglich Überreste sind noch im Innenraum zu finden. Neben der Zehntscheune von Whitekirk ist die Scheune von Foulden die einzige bekannte Zehntscheune in Schottland.

## Beschreibung
Die Scheune liegt am Westrand von Foulden direkt neben der Foulden Parish Church. Das zweistöckige, längliche Gebäude mit vollem Untergeschoss ist 26 m lang und 17 m breit. Sein Mauerwerk besteht aus Bruchstein vom Sandstein, wobei Öffnungen mit cremefarbenem Sandstein ausgemauert sind. Die Giebel sind als Staffelgiebel gearbeitet. Der Eingang an der Westseite ist über eine Vortreppe zugänglich. Darüber ist ein Rundbogenfenster mit verwittertem Schlussstein eingelassen. Ein weiteres Rundbogenfenster findet sich an der gegenüberliegenden Ostseite. Darunter ist eine weitere Türe von zwei heute verschlossenen Fensteröffnungen umgeben. Straßenseitig ist das Gebäude schmucklos. Lediglich die Ansätze für ein hölzernes Flaschenzuggerüsts sind zu erkennen. An der Südseite sind hingegen zwei Türen sowie Fensteröffnungen eingelassen. Das Gebäude schließt mit einem schiefergedeckten Satteldach.
Im Innenraum fehlt der Zwischenboden, sodass der hölzerne Dachstuhl sichtbar ist. Eine in den Keller führende Holztreppe ist erhalten. An der Ostseite finde sich die Überreste eines Kamins.